# 后屿站
后屿站（福州話：/au˥˧ løy˨˦˨/）位于中华人民共和国福建省福州市晋安区前横路与福新东路交叉口南侧地下，是福州地铁4号线的地铁车站，于2023年8月27日启用。

## 车站结构
后屿站位于前横路与福新东路交叉口南侧下方，站体呈南北走向，总长为267.5米。
| 地下一层 | 站厅                                 |  | 票务服务、自动售票机   |
| 地下二层 | 1                                    |  | 4号线 往帝封江（横屿） |
| 地下二层 | 岛式站台，列车运行方向左侧的车门打开 |  |                        |
| 地下二层 | 2                                    |  | 4号线 往凤凰池（前屿） |

### 站台
本站设有一个岛式车站，站台宽度为11米。

### 出入口与周边
| 后屿站出入口信息            | 后屿站出入口信息 | 后屿站出入口信息 | 后屿站出入口信息 |
| --------------------------- | ---------------- | ---------------- | ---------------- |
|                             |                  |                  |                  |
| 编号                        | 设施             | 位置             | 接驳交通         |
| 出口 · B                    |                  | 车站西北口       | 前横路           |
| 出口 · C                    |                  | 车站西南口       | 前横路、后屿路口 |
| 注： 设有电梯 \| 设有卫生间 |                  |                  |                  |

## 历史
- 2017年6月29日，福建省发展和改革委员会批复《福州市城市轨道交通4号线一期工程可行性研究报告》（闽发改网审交通〔2017〕103号），福州地铁4号线沿前横路在化工路路口北侧设福新东路站。[3]
- 2018年5月12日，后屿站开始围挡施工。[2]
- 2020年5月1日，后屿站进入主体结构施工阶段。
- 2023年8月23–25日，后屿站开启免费试乘活动。[4]
- 2023年8月27日，后屿站启用。[1]